# Бартоломью, Майлс
Майлс Барто́ломью (англ. Miles Bartholomew; 1844 — ?) — американский изобретатель, предприниматель и секретарь суда (англ. official court reporter). Является родоначальником стенотипии в США.

## Биография
Майлс Бартоломью родился 3 февраля 1844 года в округе Трамбулл, штат Огайо, в семье владельца лесопилки. Интересовался механикой, а с 15 лет стенографией. В 26 лет стал работать стенографистом.
Впервые увидев пишущую машинку в 1874 году, решил создать подобный инструмент для стенографии. Первый вариант был сделан в 1877, затем улучшен и в 1879 году запатентован. Второй вариант был закреплён патентом в 1882 году.
Для производства своих машинок Бартоломью создал фирму United States Stenograph Co в Сент-Луисе, штат Миссури. Компания выпустила не более 4000 изделий, то есть стенографы Бартоломью были не особенно популярны. Профессионалы (в рукописной стенографии) их критиковали, однако источники сообщают об использовании этих машинок судебными секретарями в 1937 году, то есть спустя 60 лет после изобретения.

### Комментарии
1. ↑  По другим данным Бартоломью родился в Белвилле, штат Иллинойс[1]
2. ↑  В других источниках указана другая сторона реки Миссисипи и, соответственно, другой город и штат: Ист-Сент-Луис, Иллинойс[5], что не лишено оснований, так как в обоих патентах указано место жительства изобретателя — Белвилл, Иллинойс[3][4]